# Вольф, Огюст
Огюст Дезире Бернар Вольф (фр. Auguste Désiré Bernard Wolff; 3 мая 1821, Париж — 9 февраля 1887, Париж) — французский пианист и предприниматель.
В возрасте 14 лет поступил в Парижскую консерваторию, окончив курс в 1839 году по классу фортепиано Пьера Циммермана; изучал также композицию у Фроманталя Галеви и контрапункт у Эме Леборна. Опубликовал около 30 фортепианных сочинений, в 1842—1847 гг. сам преподавал в консерватории. Давал также и частные уроки (став, среди прочего, первым учителем музыки для Лизы Кристиани).
С 1850 г. работал в фирме по производству фортепиано Pleyel, в 1853 г. стал полноправным партнёром Камиля Плейеля (с этого времени фирма назвалась Pleyel, Wolff & Cie), а после смерти Плейеля в 1855 г. принял руководство делом; почти сразу же после этого был удостоен медали на Второй Всемирной выставке. В том же году женился на дочери Плейеля Луизе (1833—1856), уже умиравшей от туберкулёза. Под началом Вольфа в парижском пригороде Сен-Дени была в 1865 г. построена новая фабрика площадью 55 000 м², а сбыт инструментов превысил 2500 в 1887 году. Вольф стал автором разнообразных технических усовершенствований в фортепианной механике.
Вторым браком был женат на Маргерит Тома (1838—1925), племяннице композитора Амбруаза Тома. Из их двенадцати детей две дочери, Софи (1858—1918) и Мари-Тереза (1870—1953), вышли замуж за братьев Андре и Эдуара Мишленов, а ещё одна дочь Жермена (1863—1906) — за Гюстава Лиона, который и унаследовал от Вольфа производство.
Вольфу посвящён Симфонический дуэт для двух фортепиано Op.34 Бенжамена Годара (1876).